# Iwan Hadżijski
Iwan Hadżijski (bułg. Иван Хаджийски, ur. 13 października 1907 w Trojanie, zm. 3 października 1944 we Vlasotincach) – bułgarski socjolog, psycholog i publicysta.
Napisał m.in. prace Bit i duszewnost na naszija narod (t. 1–2 1940–1945) i Grażdanska smyrt ili bezsmyrtije (1986), w których łączył marksistowską metodologię badań społecznych z tendencją do mitologizowania tradycji i odrębności bułgarskiej kultury.